# Ramon Sala i Canadell
Ramon Sala i Canadell   (Castellfollit de la Roca, 31 de juliol de 1934 - Barcelona, 12 de juliol de 2008) va ser un polític i industrial català.

## Biografia
Estudià al col·legi-internat del Collell, i amplià la seva formació professional a París. Ja de ben jove començà a dedicar-se a la preservació del patrimoni històric, i l'any 1960 va ser un dels fundadors de l'Associació Arqueològica de Girona. Contribuí a salvar gran nombre d'esglésies romàniques de l'Alta Garrotxa.
La seva activitat professional va estar sempre vinculada a l'empresa familiar Embutidos J.Sala, que dirigí. Va ser conseller de la Caixa d'Estalvis Provincial de Girona, president de l'Associació d'Indústries Càrnies de Girona, conseller de l'Obra Benèfica Social de la Caixa d'Estalvis de Girona, fundador i president de l'Associació Amics de L'Alta Garrotxa per a la recuperació del patrimoni arquitectònic històric. També fou membre del Patronat d'Estudis Històrics d'Olot, de l'associació Amics dels Museus de Catalunya, i de l'Associació d'Amics de l'Art Romànic.
Fou diputat pel Pacte Democràtic per Catalunya a les eleccions generals espanyoles de 1977 i per CiU a les eleccions generals de 1979, encara que dimití per a presentar-se a les eleccions al Parlament de Catalunya de 1980. En la seva qualitat de parlamentari, signà la Constitució Espanyola primer, i l'Estatut d'Autonomia de Catalunya, després. Fou senador per Catalunya al Senat (CiU) per la circumscripció de Girona a les eleccions generals espanyoles de 1982, 1986 i 1989 i 1993.
Va ser autor de diversos llibres sobre el paisatge de l'Alta Garrotxa, a més de dues obres sobre l'escriptor Josep Pla, amb qui l'unia una bona amistat; per aquesta darrera relació, Sala era patró de la fundació palafrugellenca que li és dedicada.
Morí l'any 2008 a Barcelona a causa d'una afecció cardiovascular.

## Obres
- Manifest sobre la necessitat de recuperació i protecció de les esglésies romàniques i altres monuments arqueològics de l'Alta Garrotxa Olot: Alzamora, 1976
- El romànic de l'Alta Garrotxa Girona: Caixa d'Estalvis Provincial de Girona, 1977
- Santa Bàrbara de Pruneres Olot: Caixa d'Estalvis Provincial de Girona, 1979
- L'alba de la llibertat Olot: Miquel Plana, 1980
- Notes històriques sobre l'església vella de Castellfollit de la Roca Castellfollit de la Roca: Amics de Castellfollit de la Roca, 1982
- La vall de Riu Olot: El Bassegoda, 1982
- Bestracà Olot: El Bassegoda, 1983
- Ramon Sala i Canadell, Narcís Puigdevall i Diumé Caminant per l'Alta Garrotxa Olot: El Bassegoda, 1984. ISBN 8486239117
- Vayreda Barcelona: Àmbit, 1984
- La Garrotxa Girona: Caixa d'Estalvis de Girona, 1985. ISBN 8450565731
- Ramon Sala i Canadell, Narcís Puigdevall i Diumé Josep Pla i les parets seques de Cadaqués Olot: Alzamora Artgràfica, 1986. ISBN 8486377196
- Paisatges de l'Alta Garrotxa pintats per Pere Danés i Berga La Garrotxa: s.n., 1990
- Convivències amb Josep Pla Olot: Fundació Pere Simon, 1997
- Ramon Sala, Domènec Moli i Jenar Fèlix Jardins de parets seques. Recordant Josep Pla Barcelona: Comanegra, 2007. ISBN 8486377196[5]

## Llegat
El 27 de març de 2023, Joan Sala Torrent va ingressar a l’Arxiu Comarcal de la Garrotxa el fons documental del seu pare, Ramon Sala Canadell (Castellfollit de la Roca, 1934-2008).
El 24 de gener de 2024 l’alcalde de Castellfollit de la Roca, Miquel Reverter Tres i el propietari del fons, Joan Sala Torrent, van signar el contracte de donació, que comprèn 26.569 fotografies, bàsicament de temàtica familiar, de viatges i de la seva activitat política. La donació també comprèn documentació textual, vinculada a les entitats de les quals va formar part, a més d’una capsa amb documents del mas les Fonoses, de Begudà (Sant Joan les Fonts), de 1605 a 1837, i dels antics municipis d’Oix i Talaixà, de 1806 a 1852.
El Fons Ramon Sala Canadell es troba disponible per a la investigació i obert a la ciutadania en general a l'Arxiu Comarcal de la Garrotxa. La descripció de la documentació es podrà consultar al portal Arxius en línia un cop digitalitzada.